# Stavceanî, Pustomîtî
Stavceanî (în ucraineană Ставчани) este localitatea de reședință a comunei Stavceanî din raionul Pustomîtî, regiunea Liov, Ucraina.

## Demografie
Componența lingvistică a localității Stavceanî
     Ucraineană (99,94%)
Conform recensământului din 2001, majoritatea populației localității Stavceanî era vorbitoare de ucraineană (99,94%), existând în minoritate și vorbitori de alte limbi.